# Milk Inc.
Milk Inc. (también conocido como Milk Incorporated) es un grupo de música dance procedente de Bélgica.

## Historia
El grupo comenzó como "Milk Incorporated" ("La Vache" para los lanzamientos en francés) y luego acortó su nombre a "Milk Inc."
El grupo empezó como un proyecto de estudio de tres jóvenes productores belgas: Regi Penxten, Filip Vandueren e Ivo Donckers. Los tres ya se habían hecho un hueco en la escena house de Bélgica, trabajando para K-lab (Dance Opera), Regg & Arkin, Karnak-X, algunos de los recopilatorios "Illusion" (discoteca de la que Regi es DJ residente) y remezclas para diferentes grupos dance.
Su primer lanzamiento bajo el nombre Milk Inc. fue La Vache e incluyó una remezcla vocal de Praga Khan. La cantaba Nikkie van Lierop (alias Jade 4U y cantante de Lords of Acid). La canción se convirtió en un éxito en Francia, vendiendo más de 300.000 copias (eso es disco de oro para un sencillo) y apareció en numerosos recopilatorios. Después de un tiempo Regi necesitaba otra vocalista ya que Nikkie estaba ocupada con Praga Khan cuando este empezó a ser famoso en Estados Unidos.
Encontró a Sofie Winters (cantante y actriz), que estuvo presente solo en el segundo sencillo, Free your mind, que no tuvo tanto éxito.
Para el tercer sencillo, Inside of me, Karine Boelaerts fue secretamente la vocalista mientras Ann Vervoort fue escogida como la imagen promocional del grupo. Vervoort era diseñadora gráfica y bailarina para Pat Krimson de (2 Fabiola) con quien mantuvo una relación sentimental y con quien más tarde se mudaría a Ibiza, donde llegarían a casarse. 
Inside of me, lanzado en febrero de 1998, tampoco fue un éxito en las listas de ventas, pero funcionó bastante bien en las discotecas. En una gira por Sudáfrica en marzo de ese mismo año, consiguieron un disco de oro por La Vache.
El siguiente sencillo, In my eyes, batió récords en Bélgica. Era un nuevo estilo de música, un estilo que les dio muchísimo éxito comercial. Esos cambios fueron introducidos en parte por John Miles Jr. (hijo del cantautor y músico británico John Miles) Quien se unió al grupo y empezó a escribir canciones para luego añadir melodías con su guitarra. Vendieron 40.000 copias y ganaron el Donna Award.
Varios sencillos con el mismo estilo y vocales siguieron con el éxito (Promise, Oceans y Losing Love). Apocalypse Cow, su primer álbum, fue lanzado en mayo de 1999 y era una recopilación de sencillos antiguos y varios nuevos. Walk on water se convirtió en un enorme éxito en Bélgica: número uno en las listas de sencillos, pero también número uno en los Países Bajos al año siguiente. Este disco se convirtió en el álbum dance más vendido en Bélgica en el año 1999.
Ann Vervoort, hasta entonces la cara del grupo en el escenario, anunció su marcha de Milk Inc. el 15 de septiembre de 2000. Había decidido irse a Ibiza para crear el sello (Benimusa) con su marido Patrick Claesen (Pat Krimson, creador de Nunca o 2 Fabiola). Linda Mertens, que para entonces trabajaba como peluquera, aunque quería ser artista, fue una noche a la discoteca Illusion, y sin saber aún que Regi estaba buscando una nueva voz para el grupo, se ofreció para colaborar en el proyecto dándole su teléfono. Al cabo de dos semanas fue citada para la primera prueba de voz, se le pidió que también bailase, y de esta forma se convirtió en la nueva cantante y cara del grupo.
Después de varios años se confirmó que Ann no cantaba en directo y que la cantante de estudio fue Karine Boelaerts alias Sue Price o simplemente Karen. Cantante experimentada que comenzó su carrera en la década de los 80s con la banda de Rock belga (Trembling Feet) También ha sido vocalista de bandas de covers como (The Incredible Time Machine) o (Les Sixties YéYé). Además fue voz principal en numerosos proyectos de música electrónica (algunos junto a Pat Krimson) como; Leopold 3, Cold Sensation, 2 Fabiola, Maurizzio, The Real K, Bounce, Chumi DJ entre otros).
En septiembre de 2000 el grupo lanzó el primer sencillo, Land of the living, con Linda como vocalista. Un mes después Milk Inc. recibió el premio a la mejor actuación dance de la cadena de televisión TMF. En noviembre lanzaron su segundo álbum, Land of the living. Todas las canciones primero se compusieron en guitarra y luego se convirtieron al dance, de modo que la estructura de las canciones es básicamente pop clásico.
La noche del 23 al 24 de marzo de 2010 se encontró el cuerpo sin vida de la bailarina e intérprete, Ann Vervoort a los 33 años de edad en su domicilio de Houthalen-Helchteren en extrañas circunstancias.Al funeral asistieron familiares y artistas como Pat Krimson, Regi, Wout Van Dessel (Sylver) entre otros.
En octubre de 2014 Milk Inc. lanzó el sencillo Don't Say Goodbye. Al mismo tiempo, el grupo anunció que se tomaría un descanso indefinido. La razón de esto fue el nacimiento de la primera hija de Linda.
En abril de 2017 murió de cáncer la hija de Linda Mertens con tan solo 2 años de vida. Regi manifestó que deseaba darle a Linda todo el tiempo que necesitara para recuperarse y que no quería presionarla para que volviera a cantar. Regi continuó componiendo y haciendo colaboraciones con otros artistas así como en solitario. Linda no regresó a la música durante varios años.
En 2022 Linda volvió a subir a un escenario durante un evento en Blackpool, Reino Unido. El 27 de octubre de 2023 Linda regresó por sorpresa junto a Regi de manera simbólica en el Sportpaleis de Amberes durante el concierto “Regi - The Return”. Al finalizar el show “The Return”, anunciaron un nuevo concierto en 2024 “Regi vs. Milk Inc.” para el sábado 9 de noviembre de 2024, pero debido a las rápidas ventas (la fecha se agotó en pocas horas), anunciaron fechas adicionales y actuaron 7 veces.

## Integrantes
- Regi Penxten (teclado y productor).
- Filip Vandueren (teclado y productor).
- Linda Mertens (cantante).

## Discografía

### Álbumes
- Apocalypse Cow (La Vache) (France) (1998).
- Apocalypse Cow (1999).
- Apocalypse Cow Spain.
- Apocalypse Cow Millennium Edition (1999).
- Land Of The Living (2000).
- Double Cream (Europe) (2001).
- Double Cream (Poland).
- Double Cream (Canada).
- Double Cream (Singapore) (2001).
- Milk Inc. (UK) (2002).
- Milk Inc. (US Import) (2002).
- Closer (2003).
- Best Of Milk Inc. Australia (2004).
- Closer USA (2005).
- Milk Inc. Essential (2005).
- Supersized (2006).
- Supersized XL (2006).
- Best of (2007).
- Forever (2008).
- Nomansland (2011).
- Undercover (2013).

### Sencillos
| Año  | Título                        | Álbum              | Mejor posición BEL (Fl) |
| ---- | ----------------------------- | ------------------ | ----------------------- |
| 1996 | Cream                         | Apocalypse Cow     | /                       |
| 1996 | La Vache                      | Apocalypse Cow     | /                       |
| 1997 | Free Your Mind                | Apocalypse Cow     | /                       |
| 1998 | Inside Of Me                  | Apocalypse Cow     | /                       |
| 1999 | In My Eyes                    | Apocalypse Cow     | # 2                     |
| 1999 | Promise                       | Apocalypse Cow     | # 3                     |
| 1999 | Oceans                        | Apocalypse Cow     | # 8                     |
| 1999 | Losing Love                   | Land Of The Living | # 2                     |
| 2000 | Walk On Water                 | Land Of The Living | # 1                     |
| 2000 | Land Of The Living            | Land Of The Living | # 2                     |
| 2001 | Livin' a Lie                  | Land Of The Living | # 3                     |
| 2001 | Don't Cry                     | Land Of The Living | #36                     |
| 2001 | Never Again                   | Land Of The Living | # 17                    |
| 2001 | Wide Awake                    | Closer             | # 2                     |
| 2002 | Sleepwalker                   | Closer             | # 6                     |
| 2002 | Breathe Without You           | Closer             | # 7                     |
| 2003 | Time                          | Closer             | # 10                    |
| 2003 | The Sun Always Shines On TV   | Closer             | # 5                     |
| 2004 | I Don't Care (feat. Silvy)    | Closer             | # 3                     |
| 2004 | Whisper                       | Supersized         | # 1                     |
| 2005 | Blind                         | Supersized         | # 5                     |
| 2005 | Go To Hell                    | Supersized         | # 4                     |
| 2006 | Tainted Love                  | Supersized         | # 7                     |
| 2006 | Run                           | Supersized         | # 7                     |
| 2006 | No Angel                      | Supersized         | # 10                    |
| 2007 | Sunrise                       | Forever            | # 3                     |
| 2007 | Tonight                       | Forever            | # 6                     |
| 2008 | Forever                       | Forever            | #7                      |
| 2008 | Race                          | Forever            | #18                     |
| 2009 | Blackout                      | Nomasland          | #1                      |
| 2009 | Storm                         | Nomasland          | # 1                     |
| 2010 | Chasing the wind              | Nomasland          | #10                     |
| 2011 | Fire                          | Nomasland          | #5                      |
| 2011 | Shadow                        | Nomasland          | #42                     |
| 2011 | I'll Be There [La Vache]      | 15                 | #6                      |
| 2012 | Miracle                       | Undercover         | #18                     |
| 2013 | Last Night a DJ Saved My Life | Undercover         | #3                      |
| 2013 | Sweet Child O' Mine           | Undercover         | #5                      |

(*) Single is charting

### DVD

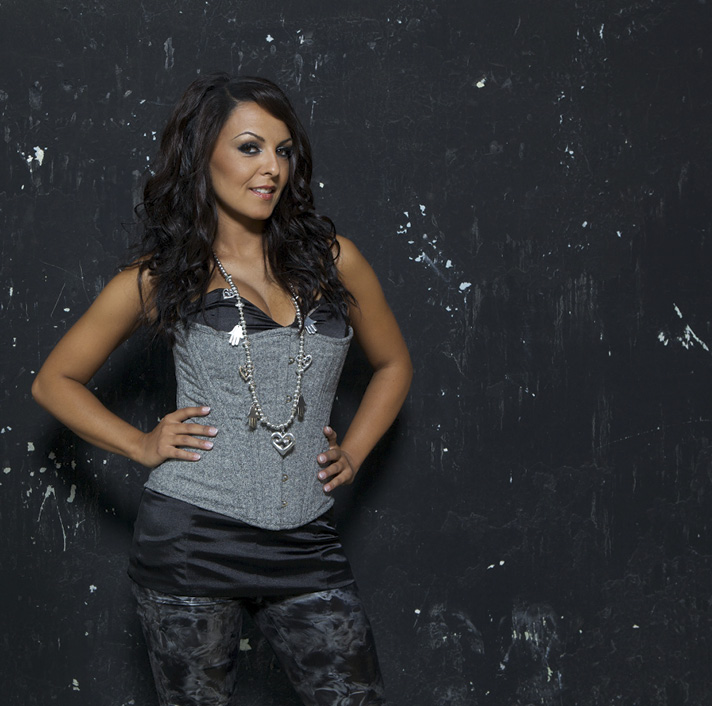
Linda Mertens, cantante de Milk Inc.

Milk Inc. - The DVD (11 de octubre de 2004)
Sesión Acústica:
01: Oceans
02: Don't Cry
03: Walk On Water
04: I Don't Care
05: Maybe
Vídeos Musicales:
01: Whisper
02: I Don't Care
03: The Sun Always Shines On TV
04: Time
05: Breathe Without You
06: Sleepwalker
07: Wide Awake
08: Never Again
09: Livin' A Lie
10: Land Of The Living (UK Version)
11: Land Of The Living
12: Walk On Water (UK Version)
13: Walk On Water (German Version)
14: Oceans
15: In My Eyes (UK Version)
16: Inside Of Me
17: Free Your Mind
18: La Vache
Milk Inc.-Supersized Live DVD (8 de diciembre de 2006)
01: La Vache
02: Run
03: Sleepwalker
04: Blind
05: No Angel
06: I Don't Care (Feat. Silvy)
07: No Music
08: Lonely
09: In My Eyes
10: Whisper
11: Saxy-Motion
12: Time
13: Land Of The Living
14: Tainted Love
15: Never Again
16: Oceans (Unplugged)
17: Walk On Water (Unplugged - Reprise)
18: The Sun Always Shines On TV
19: Breathe Without You
20: Go To Hell
Bonus: Heaven & Photo Gallery
Milk Inc Supersized 2 "Het best uit Supersized 2"
1: Breath without you
2: Tonight
3: Lonely
4: sleepwalker
5: Girl on drums / La Vache VS Played-A-Live
6: Oceans (acoustic)
7: Sunrise (acoustic + reprise)
8: Never again
9: In my eyes
10: Walk on water (acoustic + reprise)